# Aili Konttinen

Aili Konttinen (1963)

Aili Konttinen (* 4. März 1906 in Viipuri; † 1. September 1969 in Vihti) war eine finnischsprachige Autorin von Kinder- und Jugendliteratur.

## Leben und Werk
Die Finnin Aili Konttinen wurde 1906 in Viipuri (heute russisch Wyborg) im heute zu Russland gehörenden Südkarelien geboren. Sie schloss ihre Ausbildung als Grundschullehrerin 1925 ab und arbeitete ihr gesamtes Leben in diesem Beruf, die meiste Zeit (1941–1963) in der südfinnischen Stadt Vihti. Die Arbeit lieferte viele Ideen für ihre Bücher.
Konttinen debütierte als Schriftstellerin in den 1930er Jahren und wurde nach dem Ende des Zweiten Weltkriegs als eine Erneuerin der Kinderbuchliteratur in Finnland bekannt. Sie war eine hervorragende Erzählerin der Nachkriegszeit, die sie durch die Augen der Kinder betrachtete. Sie war auch eine der ersten Autorinnen von Kinderbüchern in einfacher Sprache, als in Finnland noch nicht viele geeignete Texte verlegt wurden, und war eine der meistübersetzten Kinder- und Jugendbuchautoren ihrer Zeit.
1948 und 1949 wurde Konttinen mit dem neu geschaffenen Topelius-palkinto, einem finnischen Jugendbuchpreis, ausgezeichnet. Zwei Bücher über das kleine Mädchen Inkeri wurden – neben Schwedisch und Englisch – ins Deutsche (Geh nicht fort, Inkeri! und Zugvogel Inkeri) übersetzt. Geh nicht fort, Inkeri! stand 1958 auf der Auswahlliste für den Deutschen Jugendliteraturpreis. Es handelt vom Schicksal eines der etwa 70.000 „Kriegskinder“ (finnisch sotalapset), die von ihren Eltern während des Zweiten Weltkriegs zu Pflegefamilien nach Schweden geschickt wurden.
Zwischen 1958 und 1966 schrieb Konttinen auch eine fünfbändige Kinderbuchreihe über das Kalevala. Sie handelt von der Familie eines Mädchens in Finnisch-Karelien und war ein großer Erfolg.
Aili Konttinen wurde 1969 auf ihrer Sommerhütte von einem ihrer ehemaligen Schüler ermordet.

## Veröffentlichungen (Auswahl)
- 1936: Me alakoululaiset
- 1936: Pelkkää juorua
- 1938: Marketta toisluokkalainen
- 1940: Intiaanipäällikkö Punainen Sulka
- 1941: Suopellon väki sodan jälkeen
- 1942: Ihmeellinen kesä
- 1944: Vanhoja ystäviä
- 1946: Iloinen, surullinen, hyvä kesä
- 1947: Kukko Uljassulka
- 1948: Inkeri palasi Ruotsista (Geh nicht fort, Inkeri!)
- 1949: Inkerin kesä
- 1950: Inkerin talvitouhut
- 1951: Jali-kissan jouluaatto
- 1951: Joulutontun kesäsatu
- 1952: Sylvesterinillan satu
- 1952: Terri ja Putteli
- 1954: Uhmamieli morsian
- 1958–1966: Lasten kultainen Kalevala. I-V
- 1964: Tässä tulee intiaani

### Nachschlagewerke
- Aili Konttinen. In: Uppslagsverket Finland. (schwedisch, uppslagsverket.fi – webbupplaga, 2012. CC-BY-SA 4.0).
- Suvi Ahola: Konttinen, Aili. In: Kansallisbiografia-verkkojulkaisu. Suomalaisen Kirjallisuuden Seura, Helsinki (finnisch, urn.fi – 1997–, Abruf am 7. Januar 2023).